# 1998 في نيوزيلندا
فيما يلي قوائم الأحداث التي وقعت خلال عام 1998 في نيوزيلندا.

## رياضة
- 1 يناير – كأس نيوزيلندا 1998 الفائز سنترال يونايتد.

## ظهور
- 1 يناير – فلايت أوف ذا كونكورد

## مواليد

### فبراير
- 5 فبراير – تاي وينيارد لاعب كرة سلة نيوزيلندي.
- 20 فبراير – نيكول فوجيتا
- 24 فبراير – ويل جوردن

### مارس
- 30 مارس – ليام وود لاعب كرة قدم نيوزيلندي.[1]

### أبريل
- 5 أبريل – ميشيلا دراموند درّاجة طريق نيوزيلندية.
- 9 أبريل – جيمس ماك جاري لاعب كرة قدم نيوزلندي.[2]

### مايو
- 12 مايو – كامبل ستيوارت درّاج طريق نيوزيلندي.
- 28 مايو – لوجان روجرسون لاعب كرة قدم نيوزلندي.[3]

### يوليو
- 15 يوليو – ناثان سميث لاعب كركيت نيوزيلندي.

### أغسطس
- 1 أغسطس – روزي تشنغ لاعبة كرة مضرب نيوزيلندية.
- 28 أغسطس – سارة مورتون لاعبة كرة قدم نيوزيلندية.[4]

### ديسمبر
- 12 ديسمبر – إليزابيث أنطون لاعبة كرة قدم نيوزيلندية.[5]
- 18 ديسمبر – جيد لويس لاعبة كرة مضرب نيوزيلندية.

## وفيات

### أبريل
- 26 أبريل – ألان بوكسر (مواليد 1916)
- 30 أبريل – ويليام ر. نيولاند (مواليد 1919) فنان نيوزيلندي.[6]

### مايو
- 14 مايو – جيد ويلسون (مواليد 1977)[7]
- 20 مايو – توماس فرازير (مواليد 1917) لاعب كركيت نيوزيلندي.
- 20 مايو – والتر مكينون (مواليد 1910)

### يونيو
- 22 يونيو – برايان ديفيس (مواليد 1934) قس نيوزيلندي.

### يوليو
- 17 يوليو – مارك هنتر (مواليد 1953) مغني نيوزيلندي.

### أكتوبر
- 4 أكتوبر – توني شيلي (مواليد 1937)

### نوفمبر
- 26 نوفمبر – تشارلز بينيت (مواليد 1913) دبلوماسي نيوزيلندي.